# Фояно-делла-Кьяна
Фояно-делла-Кьяна (итал. Foiano della Chiana) — коммуна в Италии, расположена в области Тоскана, в провинции Ареццо.
Население коммуны составляет 8890 человек (2008 г.), плотность населения составляет 218 чел./км². Занимает площадь 41 км². Почтовый индекс — 52045. Телефонный код — 0575.
Покровителем коммуны почитается святитель Мартин Турский, празднование 11 ноября.

## Демография
Динамика населения:

## Администрация коммуны
- Официальный сайт: http://www.comune.foiano.ar.it/